# BSN NEWS ゆうなび
『BSN NEWS ゆうなび』（ビーエスエヌ ニュース ゆうなび）は、新潟放送テレビ（BSNテレビ）で2016年3月28日から平日 18:15 - 19:00に放送されているローカルワイドニュース番組である。

## 概要
『Nスタ新潟』の後継番組として開始。番組タイトルの「ゆうなび」とは、「ゆうがたの新潟をなびゲート」「ゆうがたに届けるなるほどびタミン」「ゆう意義なひびのおともに」といった3つの意味が込められている。
2021年8月2日からゆうなび深夜便（当日放送されたゆうなびの一部再放送）が月曜から日曜の深夜に放送開始（新潟本社演奏所あるいは弥彦送信所において停波を伴う大規模工事を行う場合はこの限りではない。）

## 出演者
特記しない限りBSNアナウンサー

### 現在の出演者
- 黒崎貴之（2024年4月 - ）
- 大塩綾子（2024年4月 - ）
- 前野智郎 、近藤里咲（2024年4月 - ・スポーツ）
- 吉田理彩（防災士）

### 過去の出演者
| 期間      | 期間      | 男性       | 女性     | 天気予報   | 天気予報    |
| 期間      | 期間      | 男性       | 女性     | 月曜       | 火曜 - 金曜 |
| --------- | --------- | ---------- | -------- | ---------- | ----------- |
| 2016.3.28 | 2018.3.30 | 工藤淳之介 | 新海史子 | 久能木百香 | 久能木百香  |
| 2018.4.2  | 2019.3.29 | 工藤淳之介 | 植田麻瑚 | 久能木百香 | 久能木百香  |
| 2019.4.1  | 2020.3.27 | 坂部友宏   | 関根苑子 | 久能木百香 | 久能木百香  |
| 2020.3.30 | 2022.3.31 | 坂部友宏   | 関根苑子 | 林莉世     | 新海史子    |
| 2022.4.1  | 2024.3.28 | 坂部友宏   | 関根苑子 | （不在）   | （不在）    |
| 2024.4.1  | 現在      | 黒崎貴之   | 大塩綾子 | （不在）   | （不在）    |

## ゆうなびラジオ
ゆうなびラジオは、新潟放送ラジオ（BSNラジオ）で2017年4月3日から2019年9月27日まで平日夕方に放送されていたラジオ番組である。放送時間は月曜 - 木曜が15:00 - 18:15、金曜が17:47 - 18:15。

### 概要
『ゆうWAVE』の後継番組として開始。テレビ版と同じBGMを採用している。また、平日に中央競馬が開催する場合は、メインレースの実況を挿入（ラジオ日経をネット）する。
2019年9月27日をもって番組終了。後継番組は月曜 - 木曜は月曜パーソナリティの工藤淳之介がメインの『工藤淳之介 3時のカルテット』と『BSNニュース イブニング』、金曜は『石塚かおりのゆうわく伝説』(2019年10月4日より土曜16:00から金曜15:00に枠移動)。

### 出演者
- 工藤淳之介（BSNアナウンサー） - 月曜日担当。後継番組『工藤淳之介 3時のカルテット』メインパーソナリティ
- 小野沢裕子 - 火曜日担当。
- 水島知子 - 水曜日担当。
- 石塚かおり（当時BSNアナウンサー） - 木曜日担当。
- 星野一弘（当時BSNアナウンサー） - ニュースアンカー担当。
- 久能木百香（気象予報士） - 天気担当。